# Nu (kana)
Nu (romanização do hiragana ぬ ou katakana ヌ) é um dos kana japoneses que representam um mora. No sistema moderno da ordem alfabética japonesa (Gojūon), ele ocupa a 23.ª posição do alfabeto, entre Ni e Ne.
ぬ e ヌ originaram-se do kanji 奴
| Forma            | Romaji | Hiragana        | Katakana        |
| ---------------- | ------ | --------------- | --------------- |
| n- (な行 na-gyō) | nu     | ぬ              | ヌ              |
| n- (な行 na-gyō) | nuu nū | ぬう, ぬぅ ぬー | ヌウ, ヌゥ ヌー |

| Outras formas | Outras formas |        |
| --- | ------------- | ------ |
| \| nwa \| ぬぁ \| ヌァ \| \| nwi \| ぬぃ \| ヌィ \| \| (nwu) \| (ぬぅ) \| (ヌゥ) \| \| nwe \| ぬぇ \| ヌェ \| \| nwo \| ぬぉ \| ヌォ \| |               |        |
| nwa | ぬぁ          | ヌァ   |
| nwi | ぬぃ          | ヌィ   |
| (nwu) | (ぬぅ)        | (ヌゥ) |
| nwe | ぬぇ          | ヌェ   |
| nwo | ぬぉ          | ヌォ   |

## Formas alternativas
No Braile japonês, ぬ ou ヌ são representados como:
| ●  | ●  |
| － | － |
| ●  | － |

O Código Morse para ぬ ou ヌ é: ・・・・

## Traços

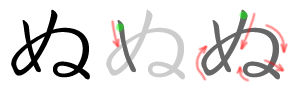
Seqüência de traços para escrita do ぬ

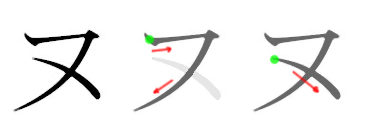
Seqüência de traços para escrita do ヌ